# اسرافیل شاه‌وردی‌اف
اسرافیل شاه‌وردی‌اف (ترکی آذربایجانی: İsrafil Şahverdi oğlu Şahverdiyev; ۱۱ ژوئن ۱۹۵۲ – ۱۳ ژانویهٔ ۱۹۹۴) یک نیروی نظامی و دارنده عنوان قهرمان ملی جمهوری آذربایجان بود. او در جریان نبرد در شهرستان فضولی کشته شد.